# Salix bikouensis
Salix bikouensis ist ein Strauch oder kleiner Baum aus der Gattung der Weiden (Salix) mit braunen oder dunkel kastanienfarbenen Zweigen und 3,5 bis 6 Zentimeter langen Blattspreiten. Das natürliche Verbreitungsgebiet der Art liegt in China.

## Beschreibung
Salix bikouensis ist ein Strauch oder bis zu 5 Meter hoher Baum. Die Zweige sind braun oder dunkel kastanienfarben, anfangs behaart und später verkahlend. Die Laubblätter haben einen 2 bis 3 Millimeter langen Stiel. Die Blattspreite ist lanzettlich, selten verkehrt lanzettlich, 3,5 bis 6 Zentimeter lang und 1,4 bis 1,6 Zentimeter breit, kurz zugespitzt oder zugespitzt, mit abgerundet-keilförmiger Basis und drüsig gesägtem Blattrand. Die Blattoberseite ist grün, die Unterseite blass, beide Seiten sind kahl oder entlang der Mittelrippe fein, anfangs daunig behaart.
Die männlichen Blütenstände sind schmal zylindrische, 2 bis 2,2 Zentimeter lange und 4 bis 5 Millimeter durchmessende Kätzchen. Der Blütenstandsstiel ist 4 bis 5 Millimeter lang, dicht daunenhaarig mit zwei oder drei Blättern mit lanzettlicher oder verkehrt lanzettlicher Blattspreite. Die Tragblätter sind bräunlich, lang eiförmig, etwa 0,8 Millimeter lang, oberseits beinahe kahl oder spärlich lang behaart, unterseits und am Rand lang mit gelben Haaren bedeckt. Die männlichen Blüten haben zwei Nektardrüsen, die adaxiale ist breiter als die abaxiale. Die zwei Staubblätter haben 2,4 bis 2,5 Millimeter lange, fein behaarte und an der Basis zusammengewachsene Staubfäden. Die weiblichen Kätzchen sind 1,6 bis 2 Zentimeter lang bei einem Durchmesser von etwa 4 Millimetern mit einem 7 bis 9 Millimeter langen, dicht daunenhaarigen und mit 3 oder 4 verkehrt-eiförmig-lanzettlichen Blättern besetzten Stiel. Die Tragblätter sind braun, eiförmig mit gerundeter Spitze, beidseitig gelb und mit langen Haaren bedeckt. Die weiblichen Blüten haben eine adaxiale, breite, gelappte oder ganzrandige Nektardrüse. Eine kleine, abaxiale Drüse kann vorhanden sein. Der Fruchtknoten ist zylindrisch-eiförmig, 2 bis 2,2 Millimeter lang, kahl oder etwas daunenhaarig und beinahe sitzend. Der Griffel ist kurz, die Narbe vierlappig. Salix bikouensis blüht vor oder mit dem Blattaustrieb im April, die Früchte reifen von April bis Mai.

## Vorkommen
Das natürliche Verbreitungsgebiet liegt in den chinesischen Provinzen Gansu, Hubei und Shaanxi nahe an Gewässern oder entlang von Flüssen in 700 bis 900 Metern Höhe.

## Systematik
Salix bikouensis ist eine Art aus der Gattung der Weiden (Salix) in der Familie der Weidengewächse (Salicaceae). Dort wird sie der Sektion Salix zugeordnet. Sie wurde 1981 von Chou Yi Liang erstmals wissenschaftlich beschrieben. Der Gattungsname Salix stammt aus dem Lateinischen und wurde schon von den Römern für verschiedene Weidenarten verwendet.
Es werden zwei Varietäten unterschieden:
- Salix bikouensis var. bikouensis mit kahlem Fruchtknoten.  Das Verbreitungsgebiet liegt in Gansu, Hubei und Shaanxi.[5]
- Salix bikouensis var. villosa Y. L. Chou mit leicht hängenden Zweigen und teilweise daunenhaarigen Fruchtknoten. Das Verbreitungsgebiet liegt in Hubei.[6]

## Nachweise